# Kurt Russ
Kurt Russ (* 23. listopadu 1964) je rakouský fotbalový trenér a bývalý fotbalista, který hrál jako obránce.

## Klubová kariéra
Svou hráčskou kariéru začal v FC Langenwang a později přestoupil do Kapfenberger SV. Během své profesionální hráčské kariéry hrál za First Vienna FC, FC Swarovski Tirol a LASK. Svou kariéru zakončil v SC Schwanenstadt, kde byl hráčem-trenérem.

## Reprezentační kariéra
Za rakouskou reprezentaci debutoval dne 27. dubna 1988 proti Dánsku. Byl součástí týmu na Mistrovství světa ve fotbale 1990.